# Analogia
Una analogia (del grec αναλογíα ana, reiteració o comparació i logos, raó) expressa una comparació o relació entre diverses raons o conceptes; aquesta relació s'expressa per comparació entre éssers físics (objectes, etc) i/o experiències o altres conceptes abstractes, mitjançant l'apreciació i l'assenyalament de característiques generals i particulars, i la generació de conductes o raonaments basant-se en l'existència de les seves semblances.
A més, ampliant-ne el seu significat, l'analogia estudia el nombre i categories de les paraules, amb les quals es formen les preposicions, i els accidents que hi poden ocórrer.

## Analogia en la filosofia
L'analogia consisteix a argumentar a partir d'una comparació entre el que volem argumentar i una altra situació molt similar.
Per a Aristotil l'analogia és un mode de coneixement indirecte d'alguna cosa, a través d'una identitat o semblança de relacions, això és, del tipus X és a A el que B és a C; essent A, B i C natures conegudes i X allò que coneixem per analogia. Per exemple, a la Física (llibre I cap. 7) diu Aristòtil que la matèria primera, component necessari de tot ens natural capaç de canvi o moviment, la coneixem mitjançant aquesta analogia: “El que el bronze és a l'estàtua, o la fusta al llit, és aquella a la substància i a d'aquest quelcom i a l'ens”. També als tractats zoològics parla d'analogia en les parts i els òrgans dels animals, quan, en espècies diferents, determinades parts són diferents, però realitzen la mateixa funció. Per exemple: “el que la ploma és per a l'au, és l'escata per al peix”.
En l'escolàstica medieval s'anomenà analogia no només aquesta analogia com a proporcionalitat que acabem d'explicar, sinó també allò que Aristòtil anomenava “pluralitat de sentits en què es diu” algun terme com, per exemple, “ens”, “causa”, “unitat”, etc. Es tracta de termes que no són unívocs, però tampoc purament equívocs, ni metafòrics. L'exemple clàssic és el de l'adjectiu “sa”: el seu sentit primari (analogat principal) és el de la possessió de salut per part d'un vivent: diem que l'animal és sa perquè gaudeix de salut. Però en altres sentits analògics, “sa” pot significar que quelcom és signe de salut (“l'orina és sana”), o que és causa de salut (“caminar és sa”).
La noció d'analogia és molt important per a la metafísica, en la mesura que els seus conceptes bàsics, com “ens”, “u”, “veritat”, “bondat”, etc., són tots analògics. Prendre’ls com a unívocs porta la filosofia a concepcions unilaterals i necessàriament “cegues” per a àmbits sencers de la realitat, mentre que suposar que són merament equívocs faria impossible tot coneixement unificat i harmònic de les coses.